# Boško Balaban
Boško Balaban (Rijeka, 15 oktober 1978) is een Kroatisch gewezen profvoetballer. Hij speelde eerder voor HNK Rijeka, Dinamo Zagreb, Aston Villa, Club Brugge, Panionios en Selangor FA.

## Clubcarrière
Balaban werd bij Rijeka Kroatisch topschutter in het seizoen 1999-2000 (15 doelpunten). Op het einde van dat seizoen vertrok hij naar Dinamo Zagreb. Daar werd hij, in zijn eerste seizoen voor Dinamo, opnieuw Kroatisch topscorer met 14 doelpunten. Na twee wedstrijden in het daaropvolgende seizoen, in 2001, werd hij naar Aston Villa getransfereerd, waar hij zich echter niet kon doorzetten. In 2002 werd hij daarom een seizoen lang uitgeleend aan zijn ex-club Dinamo Zagreb, waar hij de weg naar de netten opnieuw vond (15 goals in 24 wedstrijden). Toch koos Aston Villa ervoor om in december 2003 zijn contract te ontbinden. Een maand later bood Club Brugge Balaban een contract aan van 3,5 jaar. In het seizoen 2004-2005 was hij goed voor 11 doelpunten voor Club Brugge, in het seizoen 2005-2006 scoorde hij er 13. Daarnaast maakte hij dat seizoen ook in Europa 3 doelpunten, waaronder de belangrijke goal in de CL-kwalificatiematch tegen Vålerengen IF (1-0), die Club naar de Champions League zou loodsen. Vlak voor het WK 2006 verlengde Balaban zijn aflopende contract met Club Brugge tot en met de zomer van 2008.
In het seizoen 2006-2007 bleek Balaban vaak van onschatbare waarde voor de West-Vlamingen. Zowel Europees als in de competitie scoorde de Kroaat enorm belangrijke doelpunten. Op het einde van het seizoen kwam Balaban dan ook in de belangstelling te staan van buitenlandse clubs als Glasgow Rangers, Red Bull Salzburg, Panathinaikos en Beitar Jeruzalem. Op 1 augustus 2007 maakte Dinamo Zagreb op zijn website bekend dat Balaban voor 3 seizoenen getekend had. Clubs sportmanager Luc Devroe ontkende echter dat er al een akkoord was met de Kroatische club. Een dag later bereikte Club Brugge een overeenkomst met Dinamo over de transfer. Balaban speelde tot 2009 voor Dinamo, in totaal speelde hij 31 wedstrijden en kon hij 19 goals scoren. In 2009 verhuisde hij naar het Griekse Panionios. Na zijn avontuur in Griekenland, besloot Balaban te vertrekken naar de Maleisische voetbalclub Selangor FA. Nadat Selangor FA zich kwalificeerde voor de AFC Cup, verbrak Balaban zijn samenwerking met de Maleisische voetbalclub. In een interview met de Vlaamse krant Gazet van Antwerpen maakte Balaban bekend, graag terug te keren naar Club Brugge en daar zijn voetbalcarrière af te sluiten.

### Spelersstatistieken
| seizoen | club                   | land        | competitie                 | wed. | goals |
| ------- | ---------------------- | ----------- | -------------------------- | ---- | ----- |
| 1995/96 | NK Rijeka              | Kroatië     | 1. Hrvatska Nogometna Liga | 2    | 0     |
| 1996/97 | NK Rijeka              | Kroatië     | 1. Hrvatska Nogometna Liga | 17   | 1     |
| 1997/98 | NK Rijeka              | Kroatië     | 1. Hrvatska Nogometna Liga | 26   | 1     |
| 1998/99 | NK Rijeka              | Kroatië     | 1. Hrvatska Nogometna Liga | 23   | 4     |
| 1999/00 | NK Rijeka              | Kroatië     | 1. Hrvatska Nogometna Liga | 29   | 15    |
| 2000/01 | Dinamo Zagreb          | Kroatië     | 1. Hrvatska Nogometna Liga | 25   | 14    |
| 2001/02 | Dinamo Zagreb          | Kroatië     | 1. Hrvatska Nogometna Liga | 2    | 0     |
| 2001/02 | Aston Villa            | Engeland    | Premier League             | 8    | 0     |
| 2002/03 | Aston Villa            | Engeland    | Premier League             | 0    | 0     |
| 2002/03 | → Dinamo Zagreb (huur) | Kroatië     | 1. Hrvatska Nogometna Liga | 24   | 15    |
| 2003/04 | Aston Villa            | Engeland    | Premier League             | 0    | 0     |
| 2003/04 | Club Brugge            | België      | Eerste klasse              | 0    | 0     |
| 2004/05 | Club Brugge            | België      | Eerste klasse              | 24   | 11    |
| 2005/06 | Club Brugge            | België      | Eerste klasse              | 30   | 13    |
| 2006/07 | Club Brugge            | België      | Eerste klasse              | 29   | 16    |
| 2007/08 | Dinamo Zagreb          | Kroatië     | 1. Hrvatska Nogometna Liga | 18   | 11    |
| 2008/09 | Dinamo Zagreb          | Kroatië     | 1. Hrvatska Nogometna Liga | 13   | 8     |
| 2009/10 | Panionios              | Griekenland | Super League Griekenland   | 24   | 8     |
| 2010/11 | Panionios              | Griekenland | Super League Griekenland   | 26   | 4     |
| 2011/12 | Selangor FA            | Maleisië    | Malaysia Super League      | 20   | 12    |
| Totaal  | Totaal                 | Totaal      | Totaal                     | 340  | 133   |

## Interlandcarrière
Balaban is ook Kroatisch international. Hij verzamelde voor zijn land reeds 35 caps en scoorde 10 doelpunten. Zijn debuut maakte hij in de vriendschappelijke wedstrijd tegen Slowakije op 16 augustus 2000, nadat hij al meer dan een jaar bij de nationale beloftenploeg actief was. In die wedstrijd, die op 1-1 eindigde, scoorde hij meteen zijn eerste treffer voor de A-ploeg van Kroatië. Balaban maakte deel uit van de Kroatische selectie voor het WK 2002 en het WK 2006, maar kwam in geen van beide edities van de bank. Balaban kon ook uitkomen voor het voetbalelftal van Bosnië en Herzegovina, vanwege zijn Bosnische wortels. Op 24 maart 2001 maakte hij een loepzuivere hattrick in het WK-kwalificatieduel tegen Letland (4-1) in Osijek. In de return in Riga, op 6 juni van datzelfde jaar, nam hij het enige doelpunt van de wedstrijd voor zijn rekening.
Hoewel Balaban een vlot scorende spits is, is hij een gecontesteerde figuur. Op het veld geeft hij vaak een lusteloze indruk en toont hij zich soms te egoïstisch, naast het veld wekt hij af en toe ontevredenheid op door zijn nukkigheid en wangedrag. Zo werd hij in september 2006, samen met zijn teamgenoten Ivica Olić en Darijo Srna, door bondscoach Slaven Bilić uit de Kroatische selectie gezet, omdat hij tijdens de voorbereiding van de EK-kwalificatiewedstrijd tegen Rusland tot laat in de nacht op stap was geweest.

## Erelijst
Dinamo Zagreb
- Prva HNL (3): 2003, 2007, 2008
- Kroatische voetbalbeker (3): 2001, 2007, 2008
- Kroatische Supercup (2): 2007, 2008

 Club Brugge
- Eerste Klasse (1): 2005
- Belgische voetbalbeker (1): 2007
- Belgische Supercup (1): 2005

## Trivia
- In 2007 werd Boško Balaban uitgeroepen tot de #41 op de lijst van 50 slechtste voetballers die ooit in de Premier League hebben gespeeld. Dit was omdat hij door Aston Villa voor 6 miljoen pond gekocht werd, terwijl hij voor de club nooit in de basis zou starten. De lijst werd opgesteld door de Britse krant The Times.[3]